# Figueras (stacja kolejowa)
Figueras (kat. Estació de Figueres, hiszp. Estación de Figueras) – stacja kolejowa w miejscowości Figueras, we wspólnocie autonomicznej Katalonia, w Hiszpanii. Została otwarta w 1965 roku, zastępując zabytkowy dworzec otwarty w 1877 roku. W 2010 roku z usług Media Distancia skorzystało ponad 1,2 mln pasażerów.
Stacja oferuje połączenia dalekiego i średniego zasięgu Renfe eksploatowane głównie na trasach krajowych i międzynarodowych, z wyjątkiem połączeń dużych prędkości, które są obsługiwane przez stację Vilafant, otwartą pod koniec 2010 roku.
Stacja, należąca do Adif, jest bardzo blisko centrum miasta, na plaza de la Estación.

## Położenie stacji
Znajduje się na 71,1 km linii Barcelona – Cerbère rozstawu iberyjskiego, na 30 m n.p.m..

## Historia
Stacja została otwarta w dniu 28 października 1877 wraz z uruchomieniem odcinka linii Girona – Figueras, co przyczyniło się do połączenia Barcelony z granicą francuską. Prace były prowadzone przez Compañía de los ferrocarriles de Tarragona a Barcelona y Francia (TBF) założonej w 1875. W 1889 roku zgodzono się na połączenie TBF z dużo większym MZA. Połączenie to zostało utrzymane do 1941, kiedy nastąpiła nacjonalizacja kolei w Hiszpanii, co doprowadziły do zniknięcia wszystkich istniejących prywatnych firm i utworzenia RENFE.
W dniu 10 lutego 1965 Jorge Vigon, minister robót publicznych uroczyście otworzył nowy budynek stacji Figueras zastępując zbudowany w 1877.
Od 31 grudnia 2004 infrastrukturą kolejową zarządza Adif.

## Linie kolejowe
- Barcelona – Cerbère